# العلاقات البليزية التركية
العلاقات البليزية التركية هي العلاقات الثنائية التي تجمع بين بليز وتركيا.

## مقارنة بين البلدين
هذه مقارنة عامة ومرجعية للدولتين:
| وجه المقارنة                                              | بليز         | تركيا         |
| --------------------------------------------------------- | ------------ | ------------- |
| المساحة (كم2)                                             | 22.97 ألف    | 783.56 ألف    |
| عدد السكان (نسمة)                                         | 374.68 ألف   | 80.14 مليون   |
| الكثافة السكانية (ن./كم²)                                 | 16.31        | 102.28        |
| العاصمة                                                   | بلموبان      | أنقرة         |
| اللغة الرسمية                                             | لغة إنجليزية | اللغة التركية |
| العملة                                                    | دولار بليزي  | ليرة تركية    |
| الناتج المحلي الإجمالي (بليون دولار)                      | 1.84 مليار   | 851.10 مليار  |
| الناتج المحلي الإجمالي (تعادل القوة الشرائية) بليون دولار | 3.05 مليار   | 1.57 تريليون  |
| الناتج المحلي الإجمالي الاسمي للفرد دولار أمريكي          | 4.88 ألف     | 9.12 ألف      |
| الناتج المحلي الإجمالي للفرد دولار أمريكي                 | 8.42 ألف     | 19.79 ألف     |
| مؤشر التنمية البشرية                                      | 0.715        | 0.761         |
| رمز المكالمات الدولي                                      | +501         | +90           |
| رمز الإنترنت                                              | .bz          | .tr           |
| المنطقة الزمنية                                           | 00           | ت ع م+03:00   |

## منظمات دولية مشتركة
يشترك البلدان في عضوية مجموعة من المنظمات الدولية، منها:
| علم المنظمة | اسم المنظمة                        | تاريخ انضمام بليز | تاريخ انضمام تركيا |
| ----------- | ---------------------------------- | ----------------- | ------------------ |
|             | مؤسسة التنمية الدولية              | 19 مارس 1982      | 22 ديسمبر 1960     |
|             | يونسكو                             | 10 مايو 1982      | 4 نوفمبر 1946      |
|             | وكالة ضمان الاستثمار متعدد الأطراف | 29 يونيو 1992     | 3 يونيو 1988       |
|             | الأمم المتحدة                      | 25 سبتمبر 1981    | 24 أكتوبر 1945     |
|             | الفريق المعني برصد الأرض           | ?                 | ?                  |
|             | الاتحاد البريدي العالمي            | ?                 | ?                  |
|             | البنك الدولي للإنشاء والتعمير      | 19 مارس 1982      | 11 مارس 1947       |
|             | الاتحاد الدولي للاتصالات           | 16 ديسمبر 1981    | 1866               |
|             | منظمة حظر الأسلحة الكيميائية       | ?                 | ?                  |
|             | مؤسسة التمويل الدولية              | 19 مارس 1982      | 19 ديسمبر 1956     |
|             | منظمة التجارة العالمية             | ?                 | 26 مارس 1995       |
|             | منظمة الشرطة الجنائية الدولية      | ?                 | ?                  |

## وصلات خارجية
- موقع وزارة الخارجية البليزية
- موقع وزارة الخارجية التركية